# منتخب كازاخستان لكأس فيد
منتخب كازاخستان لكأس فيد (بالروسية: Сборная Казахстана по теннису в Кубке Федерации)‏ هو ممثل كازاخستان الرسمي في كرة المضرب في كأس فيد.